# Gmina Højer
Gmina Højer (duń. Højer Kommune) – w latach 1970–2006 (włącznie) jedna z gmin w Danii w okręgu południowej Jutlandii (Sønderjyllands Amt). 
Siedzibą władz gminy było miasto Højer. 
Gmina Højer została utworzona 1 kwietnia 1970 na mocy reformy podziału administracyjnego Danii. Po kolejnej reformie w 2007 r. weszła w skład nowej gminy Tønder.

## Dane liczbowe
- Liczba ludności: (♀ 1461 + ♂ 1400) = 2861
  - wiek 0-6: 7,9%
  - wiek 7-16: 14,6%
  - wiek 17-66: 60,6%
  - wiek 67+: 16,9%
- zagęszczenie ludności: 24,7 osób/km²
- bezrobocie: 5,4% osób w wieku 17-66 lat
- cudzoziemcy z UE, Skandynawii i USA: 465 na 10 000 osób
- cudzoziemcy z krajów Trzeciego Świata: 52 na 10 000 osób
- liczba szkół podstawowych: 1 (liczba klas: 18)